# Neues Palais
Il Neues Palais (dal tedesco Palazzo Nuovo) è un palazzo che si trova nella parte occidentale del Parco di Sanssouci a Potsdam, città che si trova fuori dalla capitale tedesca, ovvero Berlino; l'edificio, costruito tra il 1763 ed il 1769, fu voluto dal re Federico il Grande, che, con la vittoria militare nella Guerra dei sette anni, conosciuta anche come Terza guerra di Slesia, voleva dimostrare la forza prussiana. Il castello fu costruito in stile barocco prussiano non come residenza reale, ma per ospitare reali e dignitari importanti, oltre che come luogo per eventi di stato. Solo a partire dal 1859, con Federico Guglielmo e la moglie Vittoria di Gran Bretagna, il Neues Palais adottò il carattere di palazzo reale, essendo utilizzato come residenza estiva anche dal Kaiser Guglielmo II, dalla sua ascesa al trono, nel 1888, fino alla caduta della monarchia tedesca nel 1918. Durante il periodo in cui era abitato da Federico III di Germania, il palazzo era noto come Palazzo di Friedrichskron (in tedesco Schloss Friedrichskron). Esso è posto sotto tutela monumentale (Denkmalschutz).

## Storia

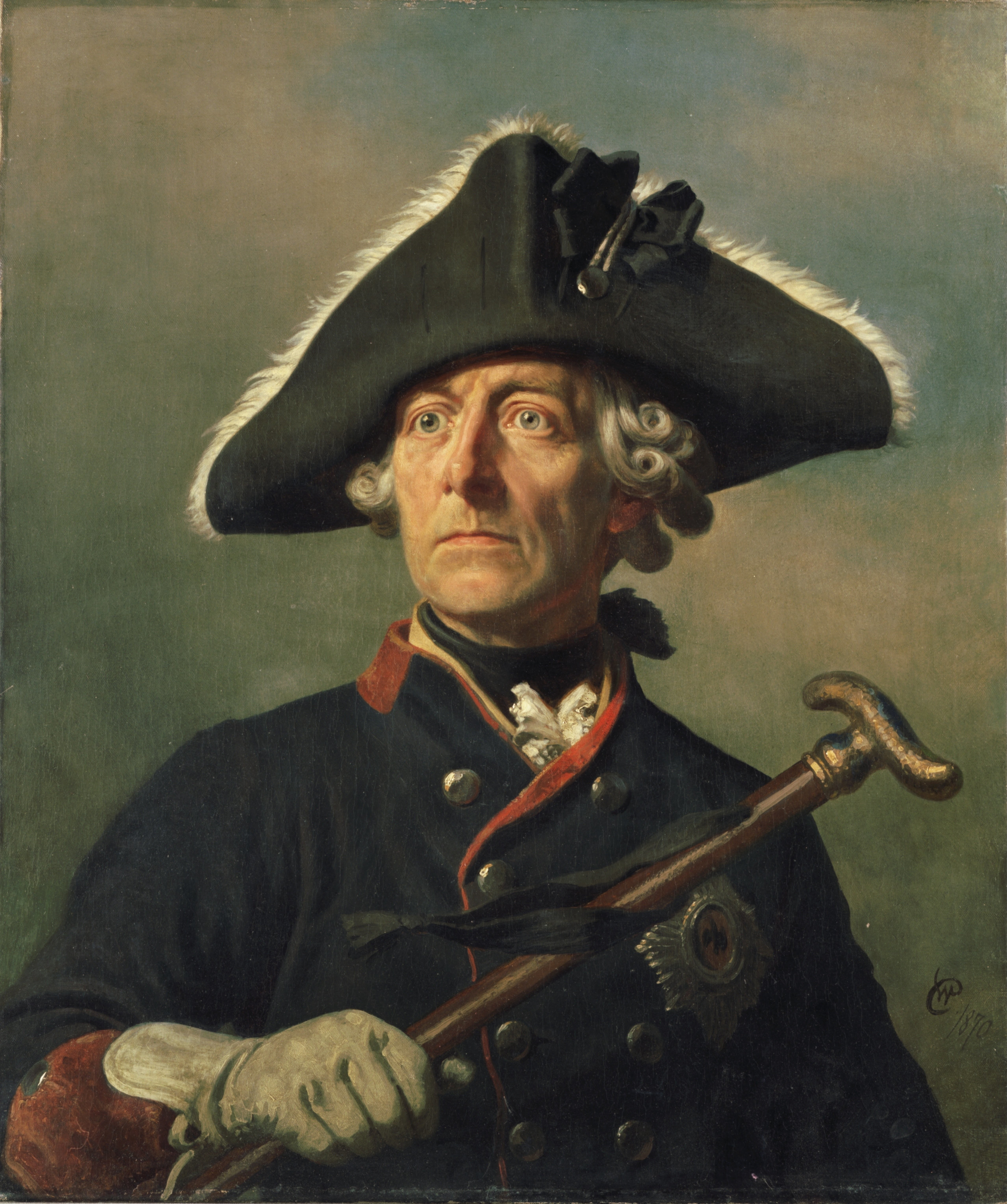
Ritratto del re Federico il Grande.

La costruzione del Palazzo Nuovo iniziò alla fine della Guerra dei sette anni, per celebrare il successo militare della Prussia; la guerra è anche chiamata variamente Terza guerra di Slesia, a causa della disputa sulla regione della Slesia. In una forma architettonica, re Federico il Grande di Prussia cercò di dimostrare la potenza e la gloria della Prussia, attribuendola a una fanfaronata, un eccesso di splendore in marmo, pietra e dorature. Per il sovrano tedesco, il Nuovo Palazzo non era una residenza principale, ma un luogo di rappresentanza per l'accoglienza di reali e dignitari importanti. Delle oltre 200 stanze, quattro sale principali e un teatro erano disponibili per funzioni reali, balli e occasioni di stato. Durante i suoi occasionali soggiorni a palazzo, Federico II occupava un appartamento all'estremità meridionale dell'edificio, composto da due anticamere, uno studio, una sala concerti, una sala da pranzo e una camera da letto, tra le altre cose. Mentre il rococò federiciano si affermava a Sanssouci, Federico il Grande fece costruire il Nuovo Palazzo in diverse forme di architettura e decorazione barocca, con alcune varianti; il monarca preferiva il rococò ed il barocco allo stile neoclassico che si stava già affermando in Europa all'epoca, apprezzato da molti altri monarchi. L'architetto Johann Gottfried Büring, con l'aiuto di Heinrich Ludwig Manger, fu incaricato di progettare la residenza e aveva già dimostrato successo con il completamento della "Casa da Tè Cinese" e della "Pinacoteca" nel Parco reale di Sanssouci. 

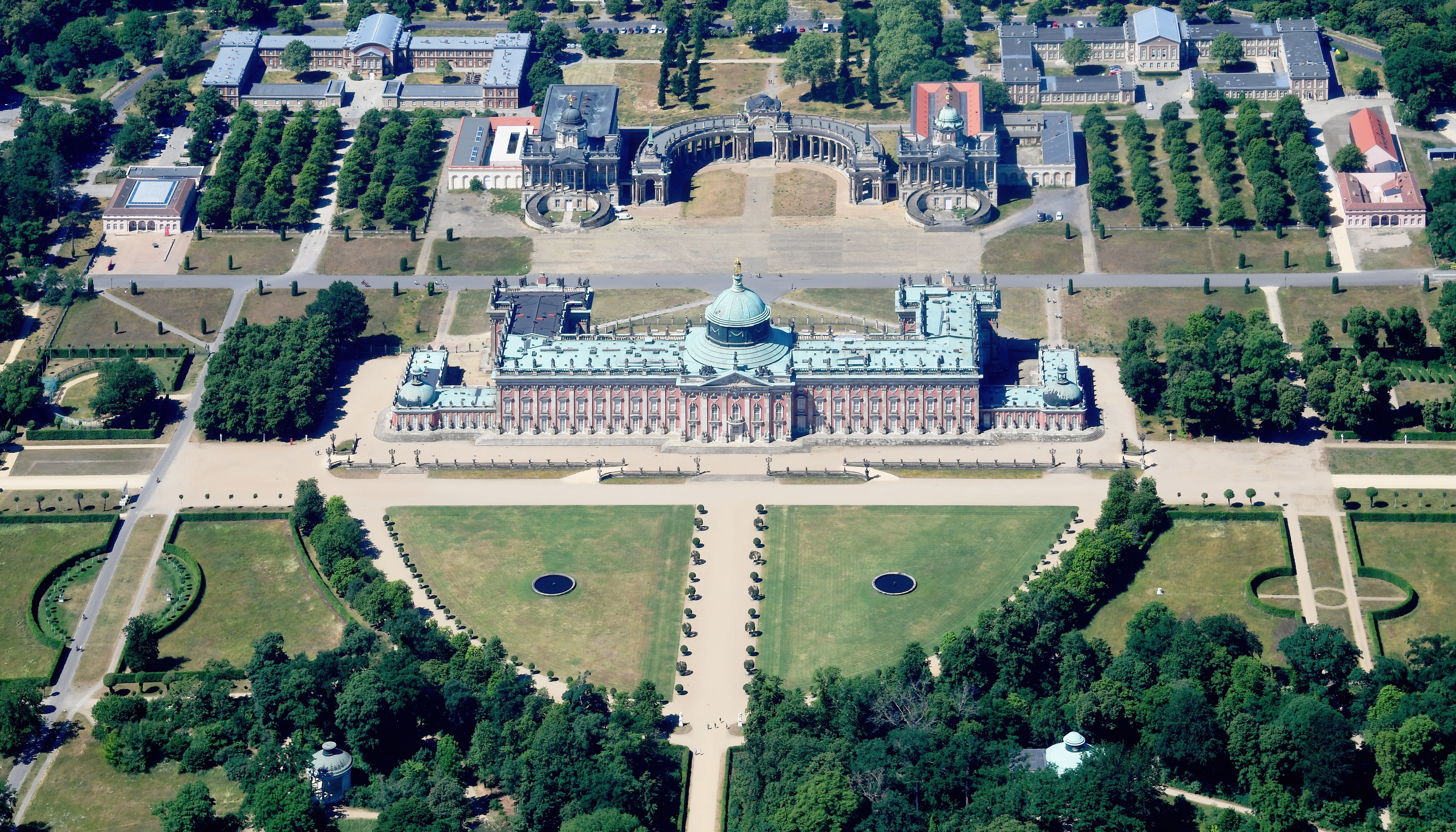
Veduta aerea del Neues Palais.

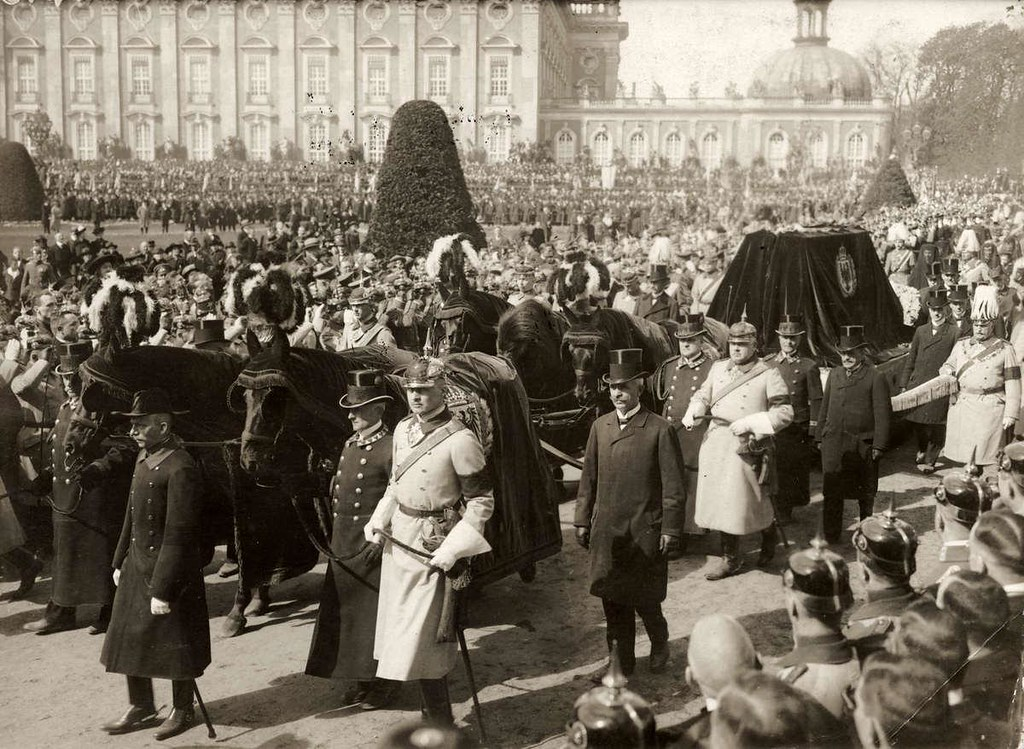
Il funerale dell'imperatrice Augusta Vittoria nel giardino del Palazzo Nuovo.

Dopo disaccordi sul progetto del palazzo, nel 1764 la progettazione fu affidata interamente all'architetto Carl von Gontard: la facciata a tre piani aveva già iniziato a ergersi attorno agli interni incompiuti, poiché la costruzione era in corso a ritmo costante, con facciate est e ovest di 220 metri. Tra i pilastri, ciò che sembra essere mattone è in realtà un effetto dipinto, lasciando solo l'ala sud del re con mattoni a vista. Ristuccare la malta delle giunture si rivelò un compito arduo e costoso, quindi Federico fece ricoprire i mattoni di stucco e dipingerli in modo tale che persino i turisti di oggi sono ingannati dalla finitura ingannevole. Oltre 400 statue e figure in pietra arenaria adornano il palazzo e gli edifici annessi, realizzate da molti scultori illustri, in particolare Johann Peter Benckert, Johann Matthias Gottlieb Heymüller, i fratelli Johann David e Johann Lorenz Räntz e altri. Dopo la morte di Federico il Grande nel 1786, il Neues Palais cadde in disuso e fu raramente utilizzato come residenza o luogo di intrattenimento. Tuttavia, a partire dal 1859 divenne la residenza estiva del principe ereditario Federico Guglielmo, in seguito l'imperatore Federico III di Germania. Il palazzo fu la residenza preferita di Federico e della moglie Vittoria di Gran Bretagna per tutto il periodo dei 99 giorni di regno. Durante la breve reggenza imperiale di Federico III, il palazzo fu ribattezzato Palazzo di Friedrichskron (Schloss Friedrichskron) e fu scavato un fossato intorno al palazzo. Con l'ascesa al trono del Kaiser Guglielmo II, il palazzo venne ristrutturato e restaurato, con l'installazione di sistemi di riscaldamento a vapore, bagni negli appartamenti di stato e l'elettrificazione dei lampadari che Federico il Grande aveva collezionato da tutta Europa. Nel 1890, nella "Sala della Grotta", fu installata la cosiddetta "Punta del Kilimangiaro", dopo che il geografo tedesco Hans Meyer la donò al Kaiser Guglielmo II. Fino al 1918, il palazzo rimase la residenza preferita di Guglielmo II e dell'imperatrice Augusta Vittoria.

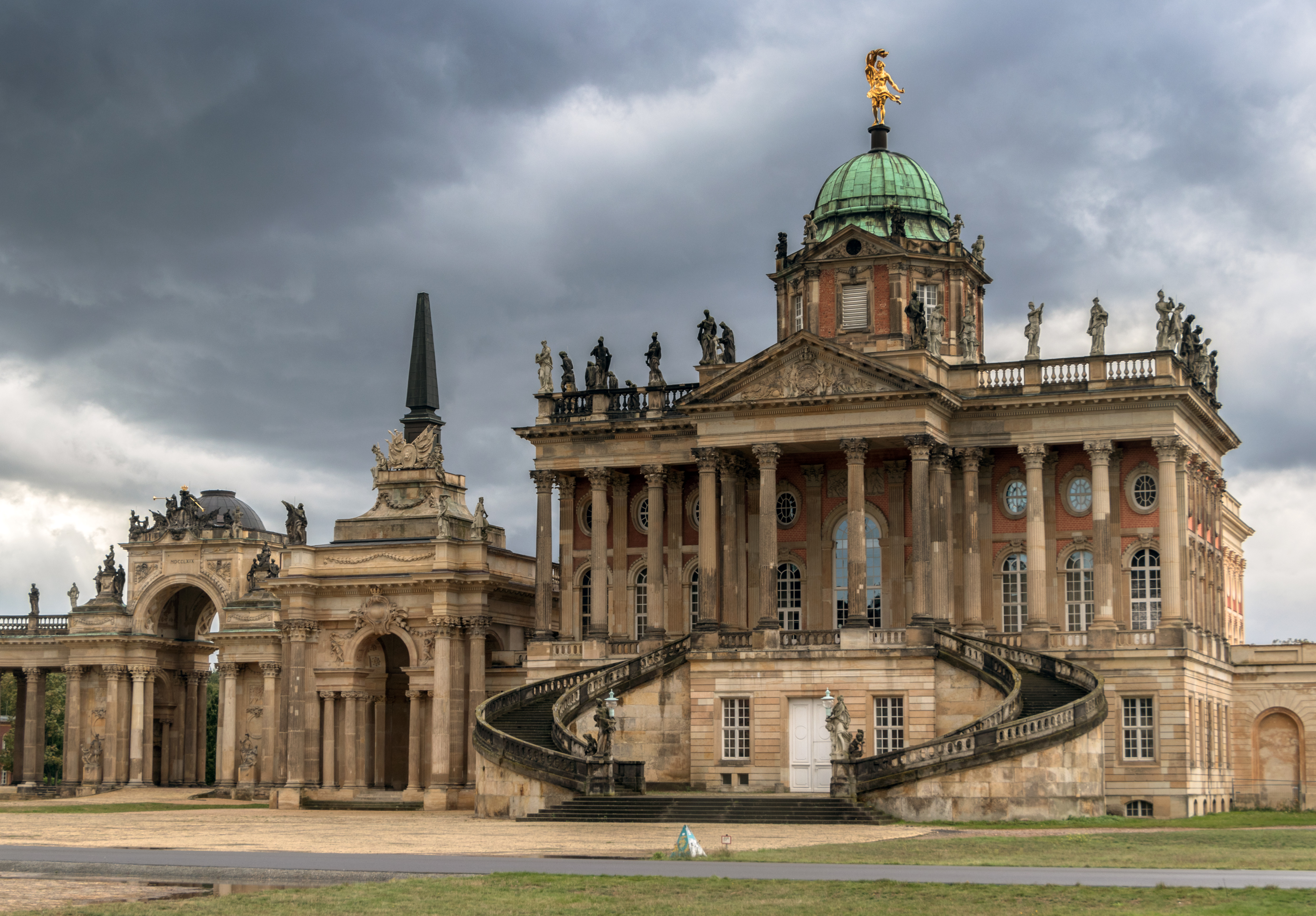
Una delle due Communs della tenuta.

Fino alla sua fine, l'Esercito prussiano aveva stabilito nel padiglione nord il quartiere del suo battaglione di addestramento della fanteria ed ai tempi del nazionalsocialismo vi ebbe sede l'intero complesso dell'Organizzazione del lavoro obbligatorio del Terzo Reich. Oggi i locali del Communs ospitano la Facoltà di filosofia e l'Istituto per la Matematica, Fisica e Sport dell'Università di Potsdam. Dopo la Rivoluzione di Novembre, l'abdicazione di Guglielmo II e quindi la fine della monarchia tedesca, il Nuovo Palazzo divenne un museo e tale rimase fino alla Seconda guerra mondiale; alcuni dei tesori del palazzo furono saccheggiati dalle truppe sovietiche alla fine della guerra, mentre gran parte del suo arredamento fu rimosso e portati nella residenza del Kaiser Guglielmo II in esilio a Huis Doorn, nei Paesi Bassi. La maggior parte degli arredi fu scoperta dagli olandesi negli anni 1970s, ancora nelle casse d'imballaggio originali, e restituita a Potsdam. Per questo motivo, e perché scampato ai bombardamenti del secondo conflitto mondiale, il Neues Palais oggi ha un aspetto molto simile a quello originale del 1918.

## Struttura architettonica

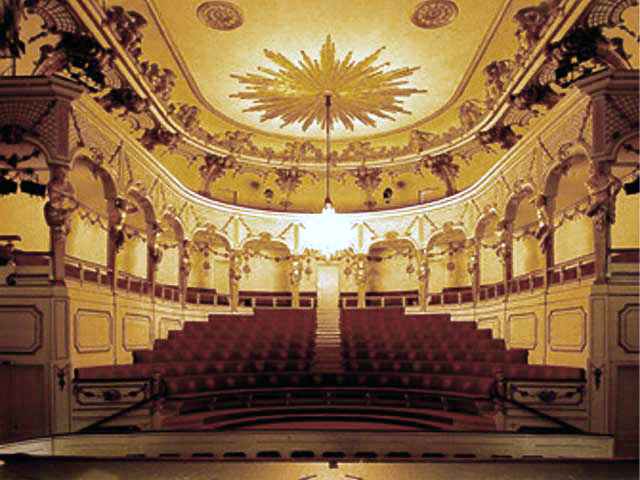
Il Teatro del Palazzo Nuovo di Potsdam.

Il Nuovo Palazzo fu costruito come residenza estiva per la famiglia reale tra il 1763 e il 1769 da quattro architetti: Johann Gottfried Büring, Heinrich Ludwig Manger, Carl von Gontard e Jean-Laurent Legeay. Caratterizzato da una simmetria barocca, il palazzo a tre ali, con ampliamenti laterali, si affaccia sull'ala di servizio del Comune, composta da due ali collegate da un colonnato. Il Comune funge da controparte al Nuovo Palazzo, fungendo da quinta scenica con doppie rampe di scale, sebbene contenga anche gli alloggi privati e le cucine. L'edificio principale del palazzo è coronato da una cupola con le Tre Grazie che reggono la corona di Prussia. Le ali adiacenti hanno cupole corrispondenti con corona d'aquila dorata. Al centro dell'edificio si trovano due sale per banchetti al piano terra e altre due al primo piano, con adiacenti appartamenti reali, tra cui gallerie di pittura nell'anticamera. Invece di una scala principale, quattro piccole scale danno accesso agli appartamenti. Un vestibolo funge da ingresso centrale dal cortile, con un dipinto sul soffitto di Apollo di Johann Christoph Frisch.

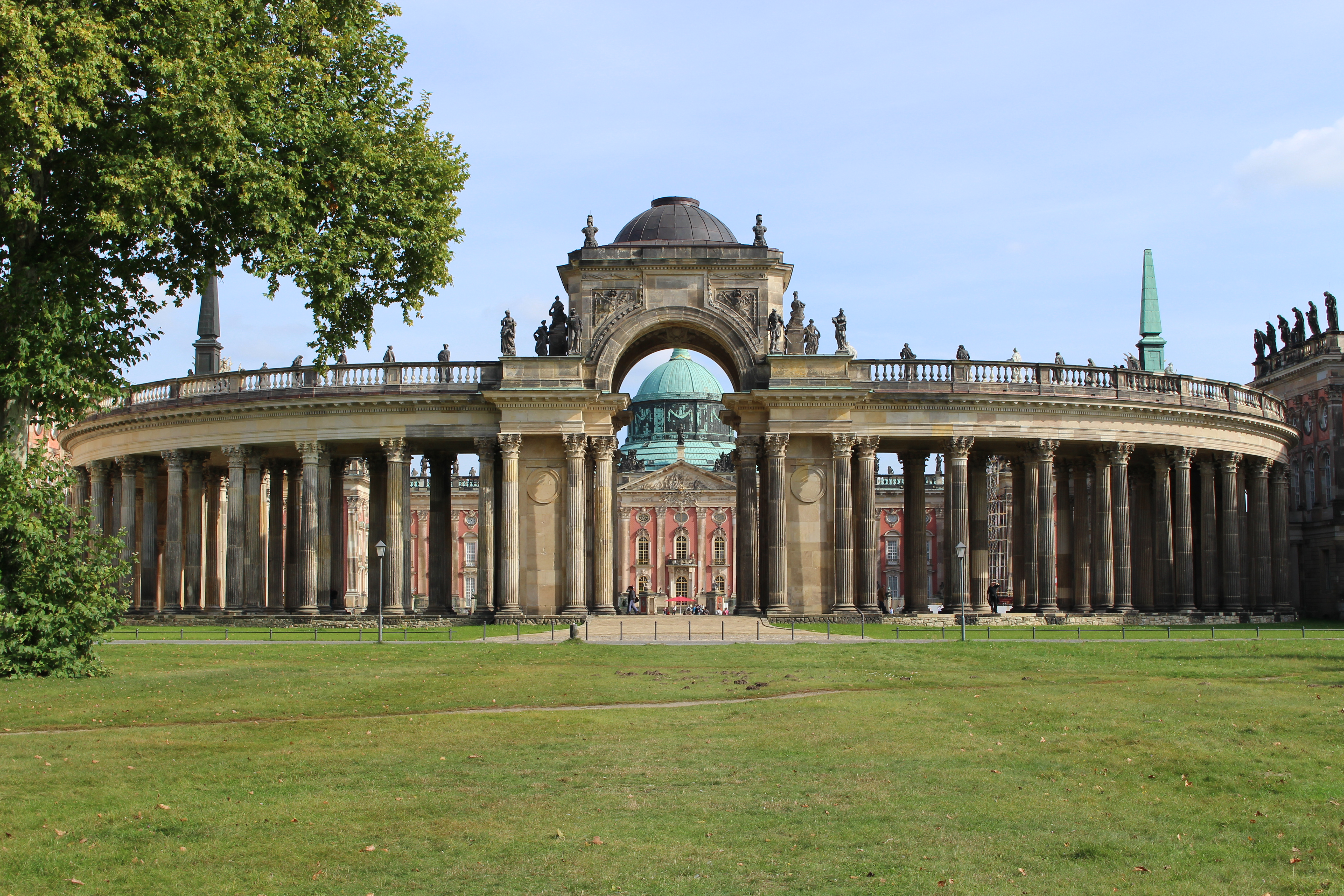
Il Colonnato con la Porta Trionfale.

Al piano terra, dietro il vestibolo, si trova la Sala della Grotta, attribuita a Carl von Gontard, con pareti incrostate di conchiglie, pietre, marmo, quarzo e pietre semipreziose, arricchite nel XIX secolo. Parte del progetto della Sala della Grotta è un pavimento in marmo raffigurante animali e piante marine e un dipinto del 1806 sul soffitto, Venere e Amore, le Tre Grazie e Putti. Attribuito a Johann Gottfried Niedlich, il dipinto ha sostituito un'opera precedente. Le nicchie intorno alla sala ospitano statue e fontane, con lampadari di cristallo molato appesi agli archi. La Galleria delle Marmore è adiacente alla Sala della Grotta, con diaspro rosso e marmo bianco di Carrara. Grandi specchi sono rivolti verso le finestre, mentre il dipinto a tre parti sul soffitto, opera di Christian Bernhard Rode, raffigura il mattino, il mezzogiorno e la notte. Il teatro situato nell'ala sud fu progettato da Johann Christian Hoppenhaupt. Il palcoscenico è incorniciato da palme dorate, con Talia e Melpomene in alto, che reggono una targa con le iniziali di Federico. Il teatro non dispone di un palco reale in cui un re potesse assistere a uno spettacolo. Invece, Federico sedeva tra i suoi ospiti nella terza fila di posti a sedere dal palcoscenico. Le file semicircolari di sedili salgono come in un anfiteatro classico. Il teatro fu inaugurato il 18 luglio 1768 con un oratorio di Johann Adolf Hasse. Il teatro è tuttora in uso.

## Parco
Il Nuovo Palazzo, situato all'estremità occidentale del Parco reale di Sanssouci, si trova lungo un viale principale. All'epoca della sua costruzione, il palazzo si trovava in un ampio parco barocco. Oggi, l'area del parco del palazzo in prossimità del Nuovo Palazzo è strutturata in modo semplice con sentieri, statue, fontane e vegetazione. Nelle vicinanze si trovano il Tempio dell'Amicizia e il Tempio Antico, che, come il Nuovo Palazzo, furono progettati da Carl von Gontard e costruiti poco dopo il suo completamento.

## Immagini del palazzo

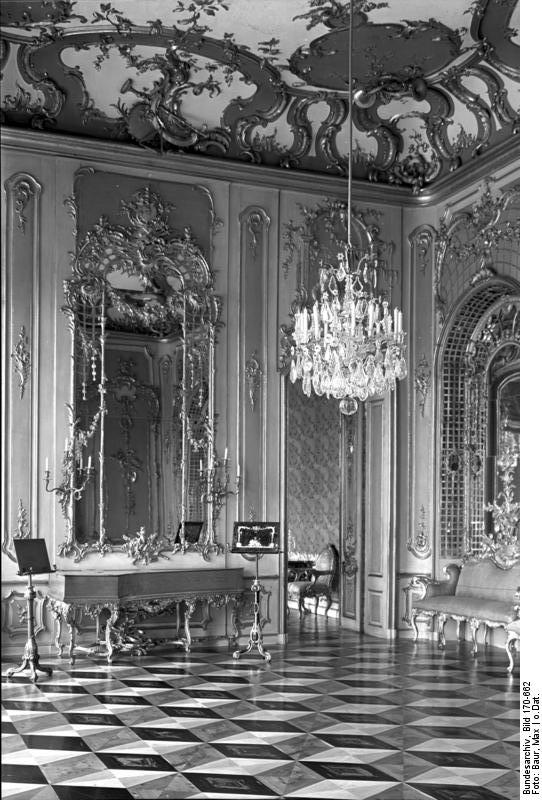
La "Sala concerti"
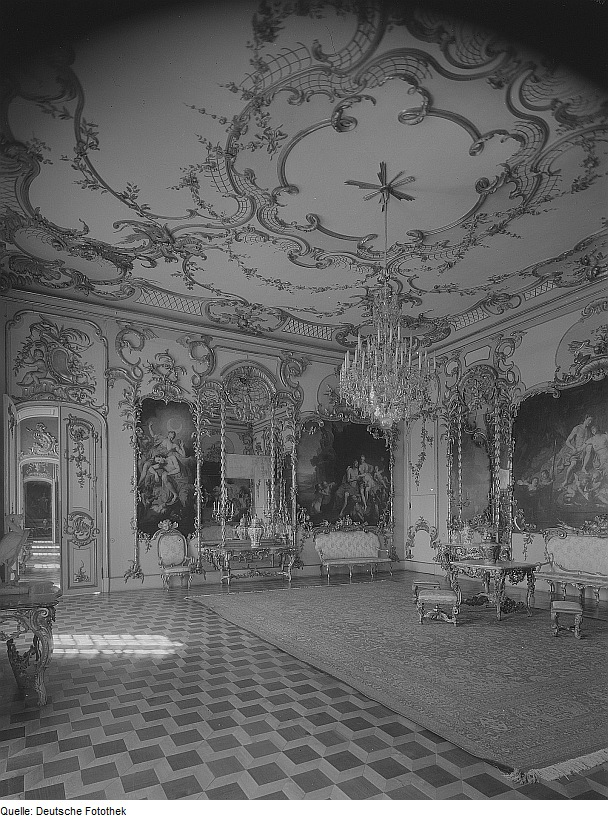
La "Sala dei Concerti Inferiore" del palazzo
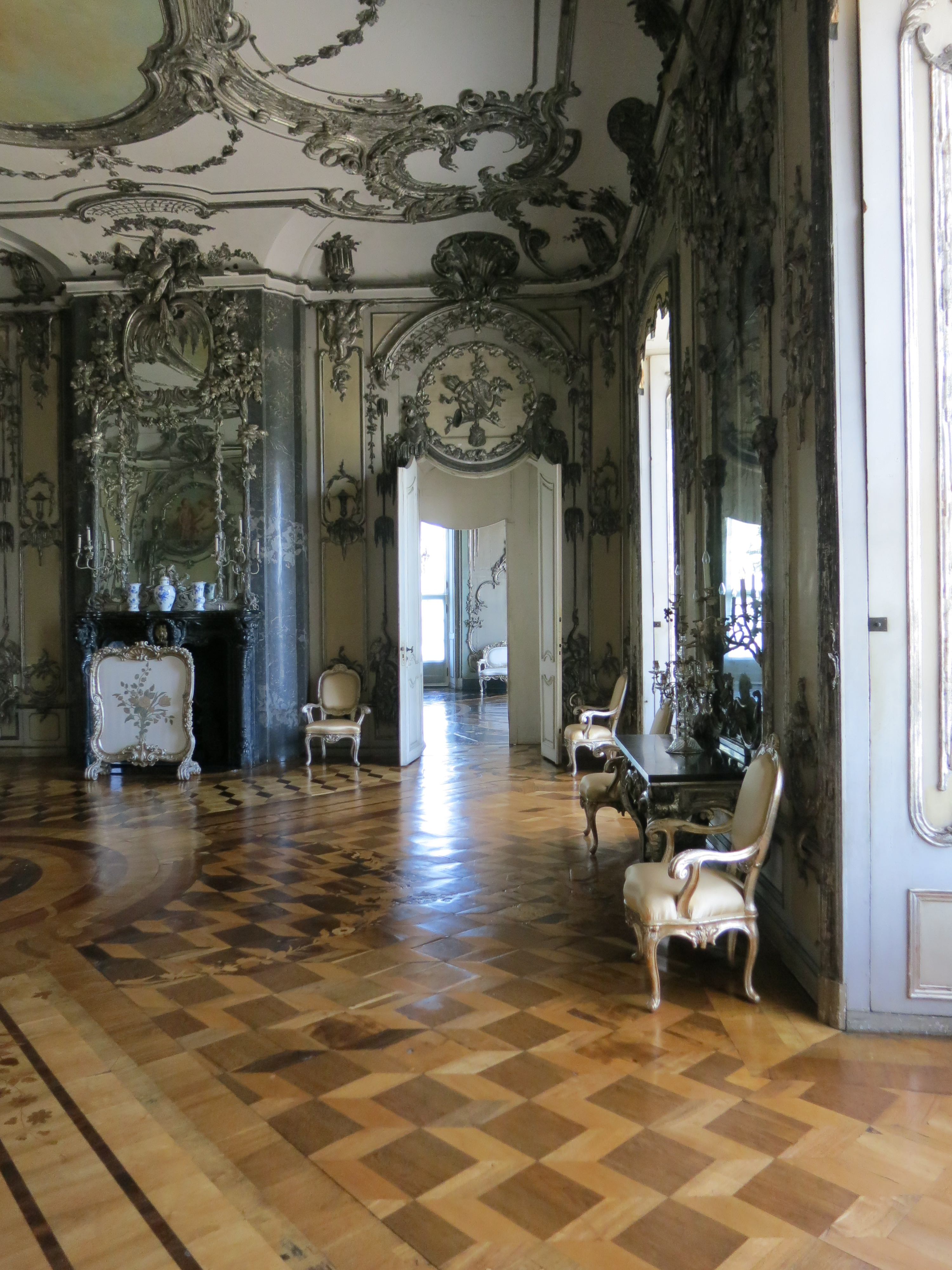
La "Sala dei Concerti Superiore" del palazzo
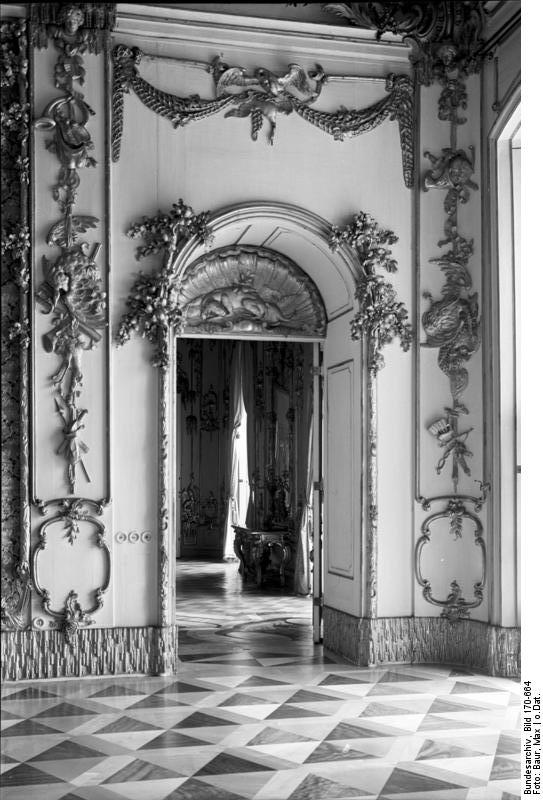
La "Stanza della Caccia"
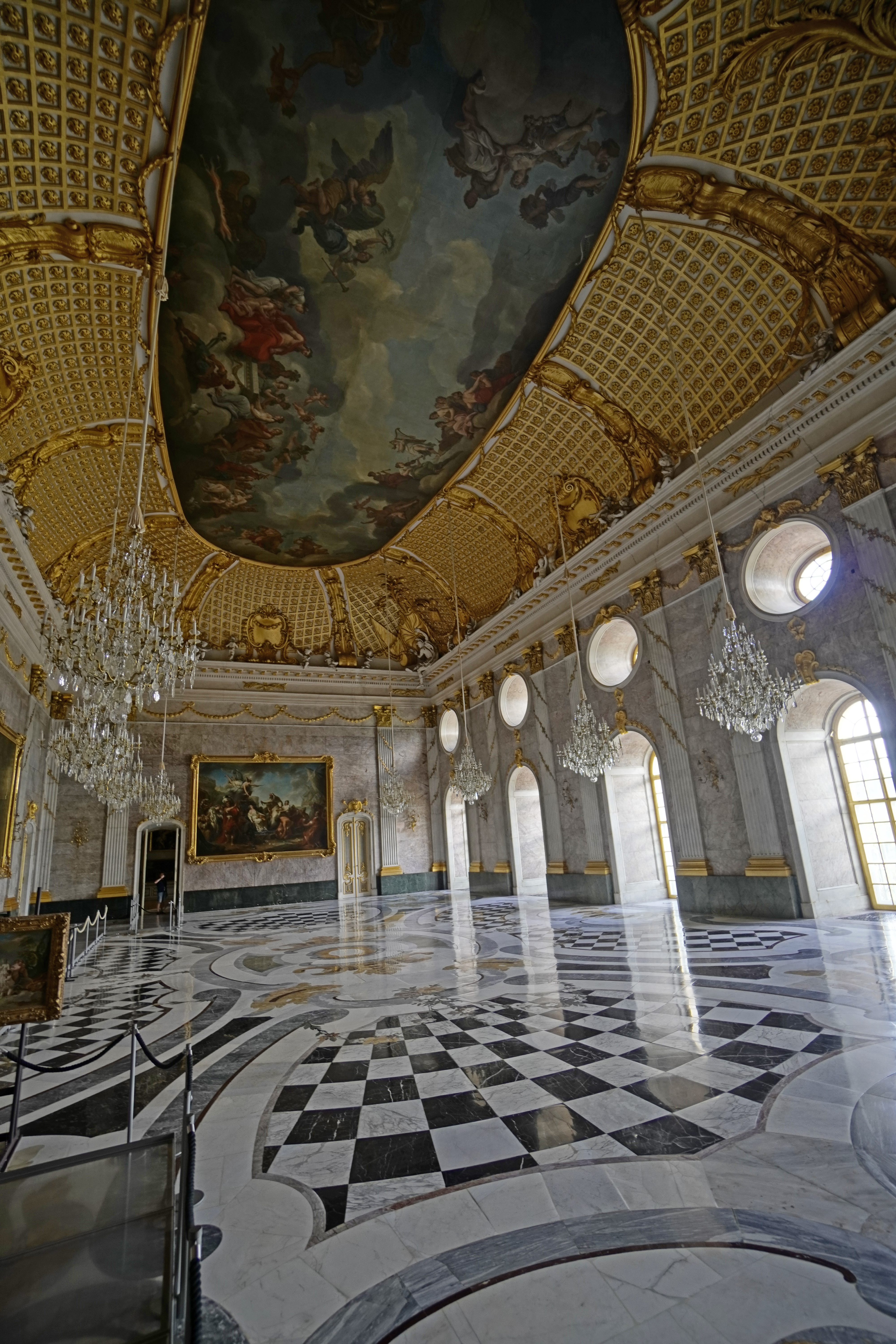
La "Sala dei Marmi"
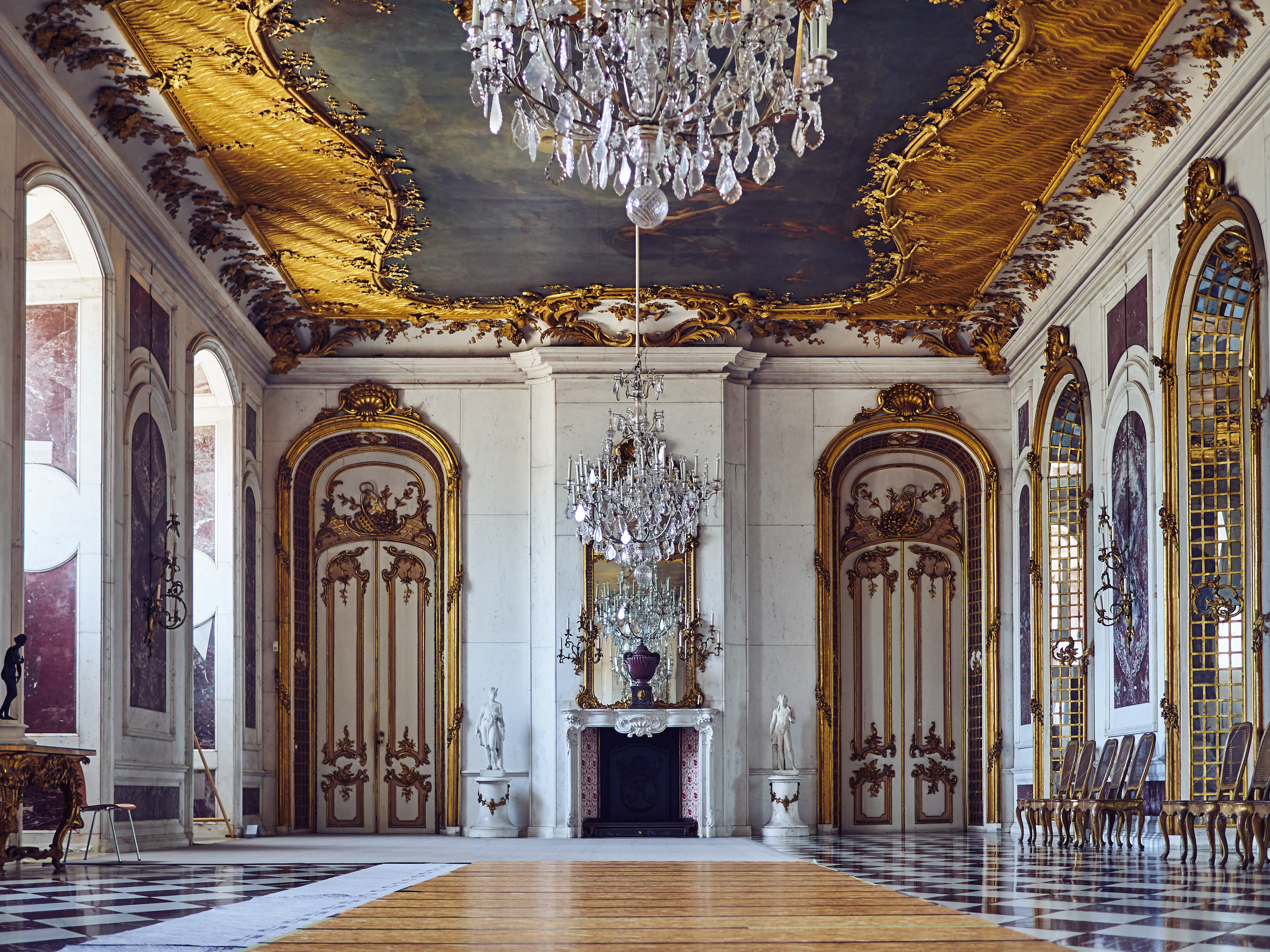
La "Galleria del Marmo"
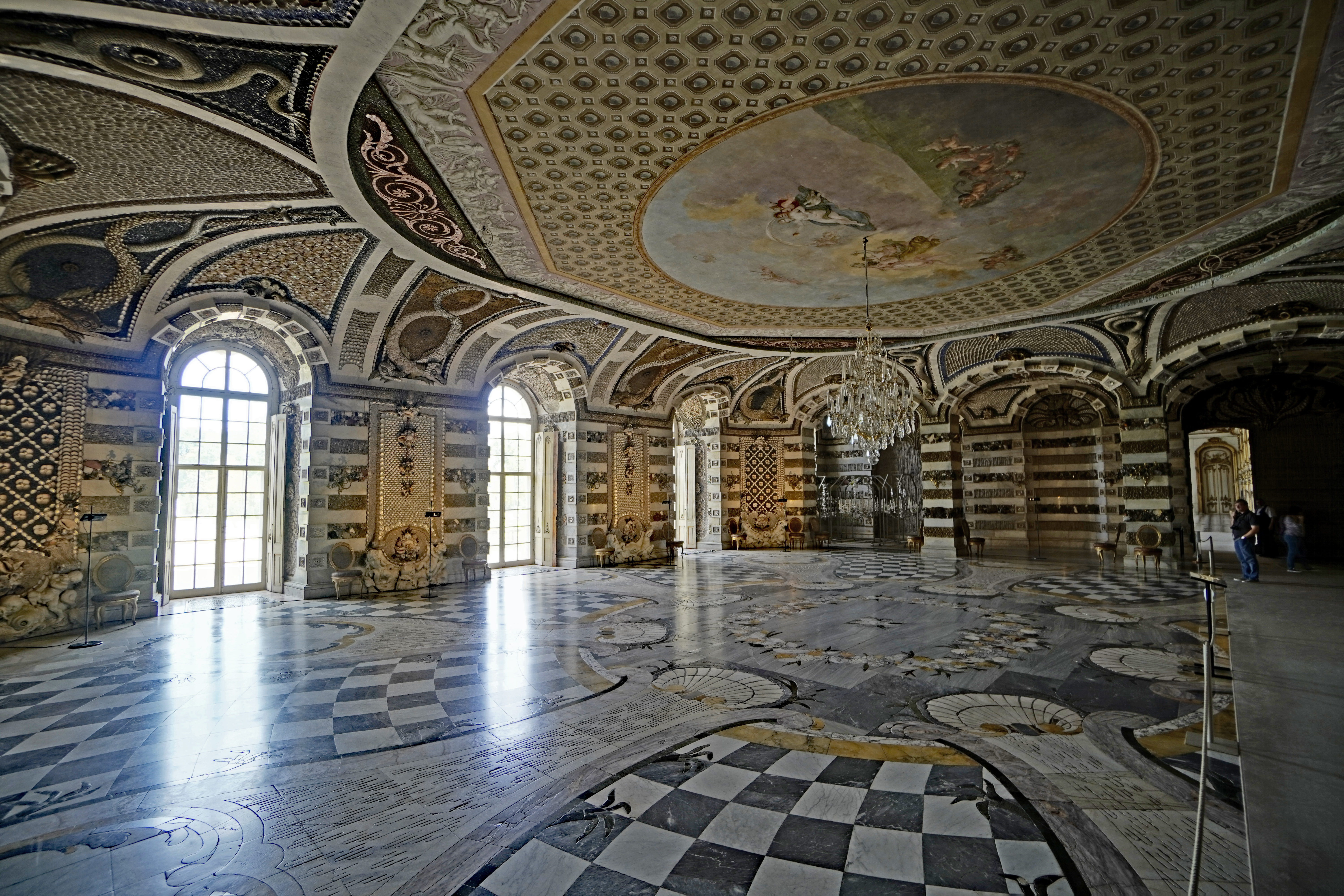
La "Sala della Grotta"
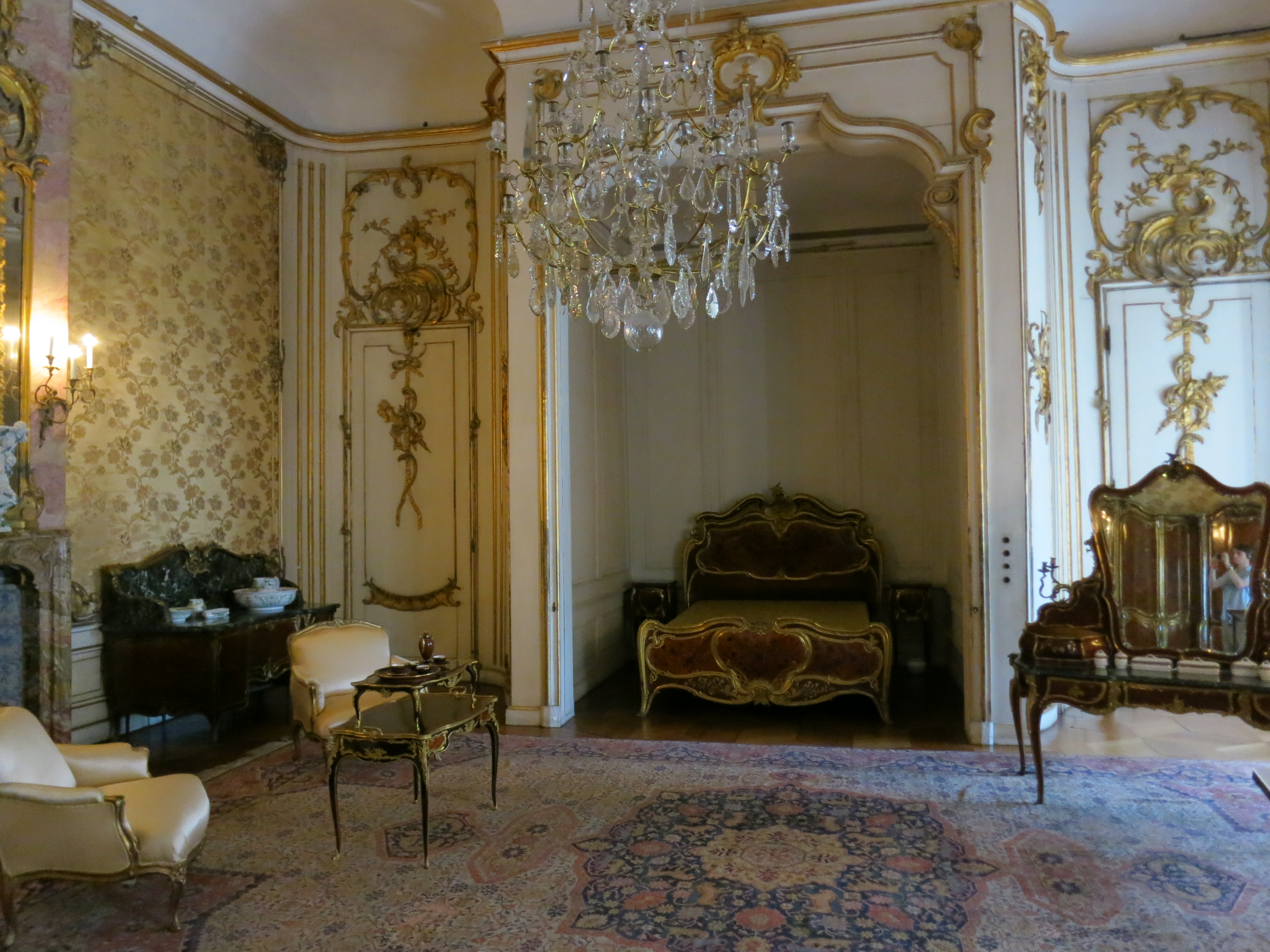
La Camera da letto "da donna inferiore"
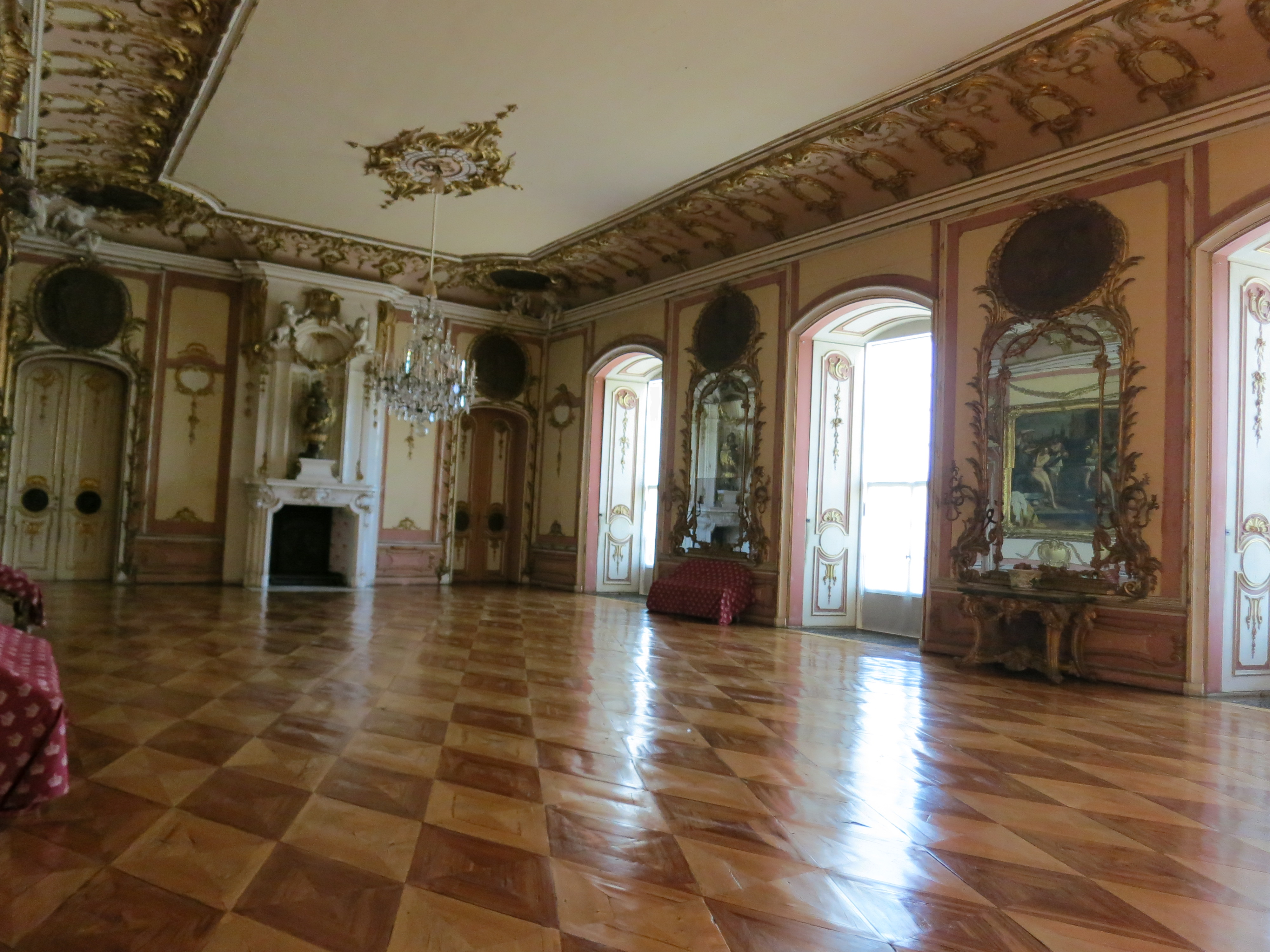
La "Galleria Superiore"
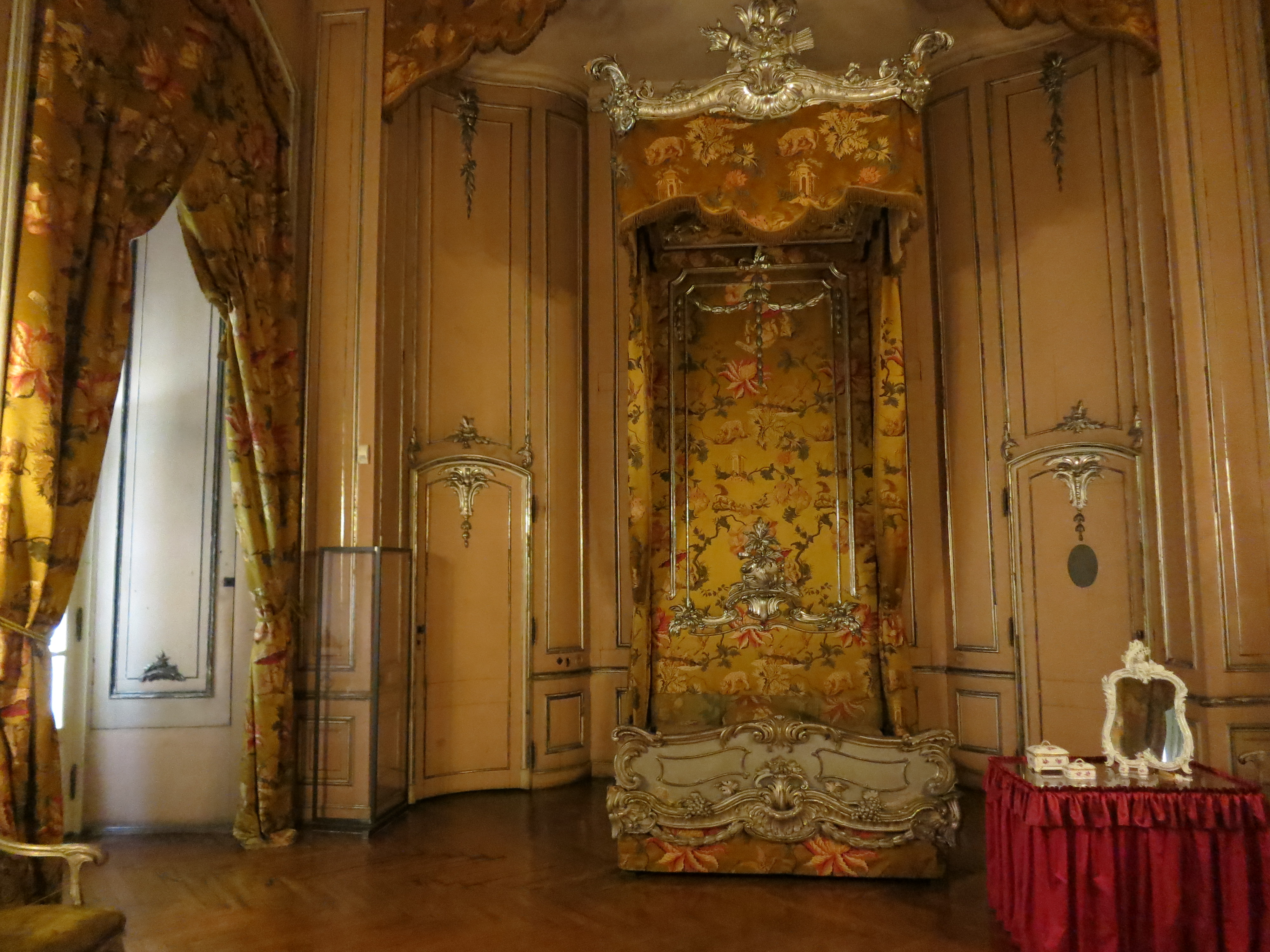
La "Camera da letto della principessa Guglielmina"